# NF E 29-650
La norme NF E 29-650 définit les raccords de robinetterie de gaz utilisables en France.
En effet, la confusion entre les gaz peut être tragique et entraîner des accidents. Les raccords servent donc de détrompeurs.
Voici quelques exemples de raccords ; les spécifications sont données côté bouteille (le demi-raccord venant se brancher sur la bouteille est inversé mâle/femelle) :
- type B, pour air comprimé : raccord mâle à droite, Ø 30 mm, pas 1,75 mm, profil SI ;
- type C, pour gaz inerte : raccord mâle à droite, Ø 21,7 mm, pas 1,814 mm, profil SI ;
- type D, pour mélange respirable à la pression atmosphérique[1] : raccord mâle à droite, Ø 24 mm, pas 2 mm, profil Whitworth ;
- type E, pour gaz inflammable : raccord mâle à gauche, Ø 21,7 mm, pas 1,814 mm, profil SI ;
- type F, pour dioxygène : raccord femelle à droite, Ø 22,91 mm, pas 1,814 mm, profil SI ;
- type G, pour gaz oxydant : raccord femelle à droite, Ø 26 mm, pas 1,5 mm, profil SI ;
- type GPL, pour gaz de pétrole liquéfié (butane, propane et mélanges) commercial : raccord mâle à gauche, Ø 21,7 mm, pas 1,814 mm, profil Whitworth (différent du type E, n'est pas adapté à la haute pression) ;
- type H, pour acétylène : raccord femelle à gauche, Ø 22,91 mm, pas 1,814 mm, profil Whitworth ;
- type J, pour gaz corrosif : raccord mâle à droite, Ø 25,4 mm, pas 3,174 mm, profil Whitworth ;
- type K, pour fluor : raccord mâle à droite, Ø 26,1 mm, pas 1,814 mm, profil SI ;
- type L, pour mélange équimolaire protoxyde d'azote-dioxygène (gaz médical analgésique)[2] : raccord mâle à droite, Ø 27 mm, pas 2 mm, profil Whitworth ;
- type M : raccord mâle à droite, Ø 30 mm, pas 2 mm, profil Whitworth ;
- type N : raccord mâle à droite, Ø 30 mm, pas 2 mm, profil Whitworth.

Le diamètre mesuré d'un filetage est toujours le diamètre - dit nominal - mesuré en haut des  « dents » des filets.
On obtient une vis, (tige filetée, demi-raccord mâle) par utilisation de filière, un écrou,  trou taraudé - (demi-raccord femelle) à l'aide d'un taraud. 
L'industrie utilise des outils plus importants (filières…)
Un pas à droite correspond au sens habituel (on tourne dans le sens des aiguilles d'une montre pour serrer).

Le pas à gauche est - le plus souvent - utilisé pour éviter les confusions (entre bouteilles de gaz différents, etc.)